# Familia Köprülü
La familia Köprülü fue una dinastía familiar de origen albanés, cinco de cuyos miembros fueron visires del Imperio otomano desde 1656 a 1710. Durante la historia del Imperio Otomano, los Köprülü tenían una reputación de dinamismo en un estado que más tarde mostraría signos de declive y estancamiento. Los primeros visires se centraron en las campañas militares que extendieron el poder del Imperio. Esto, sin embargo, llegó a su fin después de la desastrosa batalla de Viena lanzada por Kara Mustafa Pasha, un miembro de la familia (véase también el Tratado de Karlowitz).
Uno de los más conocidos fue Mehmed Köprülü, quien, en 1656 fue nombrado Gran Visir, con poderes excepcionales. Enderezó la situación militar y económica del imperio con gran energía, recuperó en 1657 las islas de Ténedos y Lemnos a los venecianos, venció a Jorge Rákóczi II, príncipe de Transilvania y reprimió la rebelión de Siria y Egipto (1659). Su hijo Fazil Ahmed le sucedió como Gran Visir, en 1663 asoló Hungría, Moravia y Silesia, pero fue derrotado en la batalla de San Gottardo (1664), conquistó Creta después del sitio de Candía (1667-1669).
En la guerra contra Polonia restablecida en 1672 los otomanos fueron vencidos en la batalla de Chocim (1673) pero la paz de 1676 dio al imperio Kamianets-Podilskyi y parte de Ucrania. Fazil Ahmed devolvió al imperio su antiguo poderío y restableció el orden, protegió a los científicos y fundó una biblioteca que todavía existe. Su hermano Fazil Mustafá a quien el sultán Suleiman II nombró Gran Visir (1689) gobernó con acierto el imperio, llevó con éxito una campaña contra Hungría y reconquistó Belgrado (1690) pero murió en una batalla contra Austria.

## Visires de la familia
| Nombre                      | Vida      | Grand Visir en | Sultán(es)           |
| --------------------------- | --------- | -------------- | -------------------- |
| Köprülü Mehmet Pasha        | 1583–1661 | 1656–1661      | Mehmed IV            |
| Köprülü Fazıl Ahmed Pasha   | 1635–1676 | 1661–1676      | Mehmed IV            |
| Kara Mustafa Pasha1         | 1634–1683 | 1676–1683      | Mehmed IV            |
| Abaza Siyavuş Pasha II2     | died 1688 | 1687–1688      | Suleiman II          |
| Köprülü Fazıl Mustafa Pasha | 1637–1691 | 1689–1691      | Suleiman II Ahmed II |
| Köprülü Hüseyin Pasha       | 1644–1702 | 1697–1702      | Mustafa II           |
| Köprülü Numan Pasha         | died 1719 | 1710–1711      | Ahmed III            |

1 Kara Mustafa Pasha había sido adoptado por la familia Köprülü y era cuñado de Köprülü Fazıl Ahmet Pasha.
2 Abaza Siyavuş Pasha fue un criado de Köprülü Mehmet Pasha. Al casarse con su hija, Siyavuş se convirtió en un yerno ( damat ) de la poderosa familia Köprülü.
- Datos: Q931814
- Multimedia: Köprülü family / Q931814